# Корпусной генерал (Чехословакия)
Корпусной генерал (чеш. Sborový general) — высшее воинское звание в Чехословакии в 1947—1953 гг.

## История звания
Звание было введено в 1947 г. в качестве третьего по старшинству генеральского звания (выше — генерал армии, ниже — дивизионный генерал и бригадный генерал).
В 1953 г. система генеральских званий в Чехословакии была изменена, третьим по старшинству стало звание генерал-полковника.

## Список корпусных генералов Чехословакии
1. 18 октября 1948 — Вичерек, Алоис (Vicherek Alois) (1892—1956)[1]
2. 18 октября 1948 — Дргач, Шимон (Drgáč Šimon) (1892—1980)[2]
3. 18 октября 1948 — Саторие, Ян (Satorie Jan) (1894—1985)[2]
4. 18 октября 1948 — Ширица, Михал (Širica Michal) (1894—1970)[1]
5. 18 октября 1948 (в отставке) — Кратохвил, Ян (Kratochvíl Jan) (1889—1975)[1]
6. 1 декабря 1949 — Дрнец, Владимир (Drnec Vladimír) (1895—1986)[1]
7. 1 декабря 1949 — Папушек, Франтишек (Papoušek František) (1894—1966)[3]
8. 1 декабря 1949 — Прохазка, Ярослав Procházka Jaroslav (1897—1980)[4]
9. 28 февраля 1951 — Малец, Йозеф (Malec Josef) (1897—?)[3]
10. 28 февраля 1951 — Янда, Франтишек (Janda František) (1898—1964)[3]
11. 15 апреля 1952 — Гануш, Йозеф (Hanuš Josef) (1898—1953)
12. 15 апреля 1953 — Кратохвил, Вацлав (Kratochvíl Václav) (1903—1988)[3]